# Róger Guedes
Róger Krug Guedes (Ibirubá, 2 oktober 1996) is een Braziliaans voetballer die bij voorkeur als vleugelspeler speelt. Hij tekende in 2021 bij Corinthians.

## Clubcarrière
Guedes speelde in de jeugd bij Grêmio en Criciúma EC. Op 23 november 2014 debuteerde hij in de Braziliaanse Série A tegen Flamengo. In 24 competitieduels maakte hij drie treffers voor Criciúma. In april 2016 werd de vleugelspeler verkocht aan Palmeiras. Op 14 april 2016 debuteerde Guedes voor zijn nieuwe club tegen Atlético Paranaense. Zijn tijd aldaar was ondanks de vele wedstrijden geen mooie tijd om op terug te kijken. Er doken beelden op waarin te zien was dat Guedes gepest werd door zijn teamgenoten waarna hij in 2017 besloot te vertrekken naar Atlético Mineiro. Na zijn tijd in China keerde Guedes terug naar zijn thuisland Brazilië. Hij tekende bij SC Corinthians Paulista en nam bij zijn huidige club ultiem wraak door tweemaal te scoren tegen SE Palmeiras waar hij toentertijd gepest werd.